# Alonso de Camargo
Alonso de Camargo (ur. XVI wieku) – hiszpański żeglarz i wojskowy w randze kapitana.
Alonso de Camargo pochodził z małego miasteczka Camargo leżącego koło portu Santander nad Zatoką Biskajską. W 1539 został dowódcą ekspedycji do Chile. Na trzech statkach z żołnierzami, kolonistami i z bratem Franciskiem wyruszył w kierunku Cieśniny Magellana z portu Sanlucar de Barrameda w ujściu rzeki Gwadalkiwiru. W styczniu 1540 w pobliżu cieśniny zatonął podczas sztormu największy statek ekspedycji a dwa pozostałe zebrawszy rozbitków zostały rozdzielone. Statek pod dowództwem Franciska opłynął od zachodu i południa Ziemię Ognistą, wpłynął z powrotem na Atlantyk i po odkryciu Falklandów, 30 grudnia 1541 roku wrócił do Hiszpanii.
Alonso de Camargo na drugim statku pokonał Cieśninę Magellana i wiosną 1541 roku zawinął do portu Callao. Camargo był trzecim po Ferdynandzie Magellanie i Gracii Jofre Loaysie, żeglarzem który pokonał cieśninę.